# Лангшајд (Мајен)
Лангшајд (њем. Langscheid) општина је у њемачкој савезној држави Рајна-Палатинат. Једно је од 86 општинских средишта округа Мајен-Кобленц. Према процјени из 2010. у општини је живјело 94 становника. Посједује регионалну шифру (AGS) 7137061.

## Географски и демографски подаци
Лангшајд се налази у савезној држави Рајна-Палатинат у округу Мајен-Кобленц. Општина се налази на надморској висини од 520 метара. Површина општине износи 2,5 km². У самом мјесту је, према процјени из 2010. године, живјело 94 становника. Просјечна густина становништва износи 37 становника/km².

## Међународна сарадња
| Мјесто  | Држава    | Врста сарадње | Од    |
| ------- | --------- | ------------- | ----- |
|         | Француска | партнерство   | 1966. |
| Монтале | Италија   | контакт       | 2005. |
| Извор   |           |               |       |